# THE MARGINAL SERVICE
『THE MARGINAL SERVICE』（ザ・マージナルサービス）は、3Hz制作による日本のテレビアニメ。2022年11月10日に制作発表され、2023年4月から6月まで日本テレビほかにて放送された。

## あらすじ
ジャパンの澁宿（シブジュク）。不可解な事件に巻き込まれた元刑事ブライアン・ナイトレイダーのもとに、国家主導で発足された謎の組織マージナルサービスから採用通知書が届く。
マージナルサービスは、境界人と呼ばれる実在があり得ない伝説の生物の犯罪を取り締まり、その存在を隠蔽する「知られてはイケナイ新サービス」だった。ブライアンはその捜査官となり、ゼノを含めた集められた個性豊かな精鋭たちとともにニッカポッカを身に着け、日夜境界人と対峙しながら地球を守る仕事に身を投じることになる。

## 登場人物
ブライアン・ナイトレイダー
声 - 宮野真守
主人公の捜査官。破天荒な性格で元は検挙率の高い優秀な刑事だったが、ある日不祥事を起こしたことで解雇され、マージナルサービスに配属される事になり、ゼノと組むことになる。刑事になった理由は自分を捨てた父親を見返すため。境界人の存在を訝しみながらも事件の真相を知るため任務に就く。
ゼノ・ストークス
声 - 森川智之
ブライアンの相棒となった捜査官。「パーフェクト・オーダー」の異名を持つ。任務遂行の為なら犠牲は厭わない危険な面もある。
過去に境界人に息子を誘拐された挙句妻にも先立たれたせいで境界人を憎悪している。
メンバーから慕われておりサプライズで誕生日を祝ってもらった。

ボルツ・デクスター
声 - 杉田智和
捜査官。色黒の大男。プロテインをよく飲んでいる。ロビンとはいざこざが絶えない仲。
ロビン・ティンバート
声 - 中村悠一
捜査官。軽薄な青年。ボルツとはいざこざが絶えない仲。
ライラ・キャンディハート
声 - 名塚佳織
ヒロインのITオペレーター。美しさにこだわりがある。マージナルサービスの紅一点。水着姿になった際に男にオイルを塗ることを躊躇なく頼み、作戦のためなら全裸になることも厭わない大胆な性格。
サイラス・N・空閑（くうが）
声 - 下野紘
医療担当で元研究員。境界人を含むあらゆる生物の外科手術ができる有能な人物。その反面、あまり喋る事はない。
セオドア・トンプソン
声 - 三木眞一郎
指揮官。口数は少なく、おっとりした性格だが、たまに本質を突くことも。表向きはオカルトショップの店主で、かなりのオカルト趣味なところがある。
ペック・デズモント
声 - 内山昂輝
人間の言葉を話す境界人のマスコット。見た目に反して口が悪い。ネズミ呼ばわりされることが嫌い。爆発を直撃しても全然大丈夫でいることが出来る存在。
ラバー・スーツ
声 - 内田雄馬
世界ポップスターとメディアから称えられる人気アイドル。ブライアンの気になる人物だが、実は境界人のリーダー格。自分たちの障害となるマージナルサービスを敵視している。戦いに敗れて捕まる。

ゲンゾウ・ サカキ
声 - 斉藤次郎
ブライアンの刑事時代の上司。狡猾で嫌味な性格。無謀な捜査ばかりするブライアンを嫌い、彼をクビにした張本人。その正体は境界人で、ドラッグの密売に関わっていた。境界人の姿では周囲の環境に擬態し、透明になることができる。ブライアンと再会した際に悪事の口封じに彼を殺そうとするが、マージナルサービスのメンバーに倒された。

ダニー・ グラブ
声 - 井上剛
ブライアンの刑事時代の元相棒で同僚。物語開始時点ですでに故人。犯人の追跡中に銃弾を受け死亡。ブライアンとは仲が良く、プライベートでも一緒に釣りを楽しんだりしていた。ブライアンにジャケット代を貸したが、未だに返してもらっていない。彼の死はブライアンのトラウマになっており、仲間を失うことに恐怖心を抱かせるようになった。

## スタッフ
- 原案 - ジャパン境界人対策室[13]
- 監督 - 迫井政行[2][13]
- シリーズ構成 - 猪原健太[2][13]
- キャラクターデザイン - 小堺能夫[2][13]
- 美術デザイン・メカニカルデザイン - 石口十[13]
- 境界人デザイン - 橋本浩一、とだま。[13]
- デザインワークス - あきづきりょう[13]
- グラフィックアート - 荒木宏文[13]
- 美術監督 - E-カエサル[13]
- 色彩設定 - 小島真喜子[13]
- 撮影監督 - 花井延昌[13]
- 編集 - 定松剛[13]
- 音響監督 - 髙桑一[13]
- 音響効果 - 稲田祐介[13]
- 音響制作 - dugout[13]
- 音楽 - 瀬尾祐介[13]
- 音楽制作 - ジラフキックスタジオ[13]
- プロデューサー - 鹿嶌舜、新井皐太、池田健司、小笠原由記、森井佑介、奥永祥正
- アニメーション制作 - Studio 3Hz[2][13]
- 製作 - THE MARGINAL SERVICE PROJECT

## 主題歌
「Quiet explosion」
宮野真守によるオープニングテーマ。作詞・作曲・編曲はsty。
「Salt & Sugar」
内田雄馬によるエンディングテーマ。作詞は前迫潤哉と土屋飛鳥、作曲は前迫潤哉と坂本由佳、編曲は坂本由佳。
「Love & Universe」
ラバー・スーツ（内田雄馬）による挿入歌。作詞は前迫潤哉と土屋飛鳥、作曲は前迫潤哉と坂本由佳、編曲は坂本由佳。

## キャラクターソング
「ワタシタチMarginal Service」
2023年4月1日にMV公開。2023年4月8日より配信開始。作詞・作曲・編曲は磯崎健史。
- マージナルサービスのメンバーが歌唱している。
- 歌唱者 - ブライアン・ナイトレイダー（宮野真守）、ゼノ・ストークス（森川智之）、ボルツ・デクスター（杉田智和）、ロビン・ティンバート（中村悠一）、ライラ・キャンディハート（名塚佳織）、サイラス・N・空閑（下野紘）、セオドア・トンプソン（三木眞一郎）、ペック・デズモント（内山昂輝）

## 評価
クランチロール・アニメアワード2024において、最優秀オリジナルアニメ賞にノミネートされた。

## 各話リスト
| 話数 | サブタイトル                         | 脚本              | 絵コンテ | 演出                    | 作画監督 | 総作画監督                              | 初放送日       |
| ---- | ------------------------------------ | ----------------- | -------- | ----------------------- | --- | --------------------------------------- | -------------- |
| #1   | 革ジャンは滑りやすい                 | 猪原健太          | 迫井政行 | 中澤勇一                | 深谷悠貴 長友望己 森下昇吾                                                                                           | 小堺能夫                                | 2023年 4月12日 |
| #2   | ステップ踏んだらハチの巣             | 猪原健太          | 迫井政行 | 三好なお                | 宮原拓也 鎌田均 長友望己 森下昇吾 池津寿恵                                                                           | 小堺能夫 深谷悠貴                       | 4月19日        |
| #3   | キャビアの食べ過ぎに注意             | 猪原健太          | 西田正義 | 鈴木拓磨                | PARK AELEE Klm Eun Sun Lee Minbae Song Jinhee Kim Bokyung                                                            | 小堺能夫 深谷悠貴                       | 4月26日        |
| #4   | 理不尽なあのスイッチ                 | 猪原健太          | 粟井重紀 | 粟井重紀                | 池津寿恵 鎌田均 三浦里菜                                                                                             | 小堺能夫 深谷悠貴 秋谷有紀恵            | 5月3日         |
| #5   | セクシーサンタは聖火を灯す           | 猪原健太          | 小坂春女 | 小坂春女                | 徳田夢之介 佐賀野桜子 岡崎洋美 森下昇吾 西原碧海 江崎稔 外山陽介                                                     | 小堺能夫 秋谷有紀恵                     | 5月10日        |
| #6   | マーモットにはボイン。サメにはボンベ | 猪原健太          | 敷島博英 | 海野イカたろう          | 金丸綾子 楊明坤 李紋籠 鬼冢塵葬 孫一銘 谢雨朦 俞天翔 王家涵 胡慶丹 陳如水                                            | イトー・ヤン                            | 5月17日        |
| #7   | 仲直りはケンカの始まり               | 猪原健太 橋口武史 | 迫井政行 | 藤井邦雄 鈴木拓磨       | Lee Seung-hui Hwang Young-sik Choi Jong-gih Hwang Il-jin Song Hyeon-ju Ryou Seung-chul Jeong Eun-hui Lee Beom-jin    | 小堺能夫 イトー・ヤン 服部聰志          | 5月24日        |
| #8   | ゾンビはショッピングモールがお好き？ | 猪原健太          | 古川順康 | 粟井重紀 海野イカたろう | 山崎愛 岡崎洋美 二宮奈那子 寺尾憲治 小川玖理周 西原碧海 しまだひであき LEE SANG-MIN                                  | 小堺能夫 イトー・ヤン 服部聰志 原田峰文 | 5月31日        |
| #9   | 転ばぬ先のエナジードリンク           | 猪原健太 橋口武史 | 敷島博英 | 清水明                  | LEE SANG-MIN 野澤陽子 岡崎洋美 山崎愛 二宮奈那子 小川玖理周 栗原基樹 森悦史 松井京介 しまだひであき 工藤公聖 Big Owl | 小堺能夫 イトー・ヤン 服部聰志          | 6月7日         |
| #10  | 殴りたい時におまえはいつもいない     | 猪原健太          | 西田正義 | 清水明                  | LEE SANG-MIN 三浦里菜 池津寿恵 樋口香里 西原碧海 趙小川 徐超 陳玲玲 姜海華                                           | 小堺能夫 イトー・ヤン 服部聰志          | 6月14日        |
| #11  | 星に願いを。スターにはギターと香水を | 猪原健太 橋口武史 | 小坂春女 | 小坂春女                | 二宮奈那子 西原碧海 LEE SANG-MIN 岡崎洋美 工藤公聖 野澤陽子 飯飼一幸 南伸一郎                                        | 小堺能夫 イトー・ヤン 服部聰志          | 6月21日        |
| #12  | クソみたいな世界は必ず終わる         | 猪原健太          | 迫井政行 | 國本一穂                | LEE SANG-MIN 野澤陽子 明光 龍光 慧敏 瑞木晶 鑫月                                                                     | 小堺能夫 イトー・ヤン 服部聰志          | 6月28日        |

## 放送局
| 放送期間                | 放送時間                     | 放送局      | 対象地域   | 備考                                 |
| ----------------------- | ---------------------------- | ----------- | ---------- | ------------------------------------ |
| 2023年4月12日 - 6月28日 | 水曜 1:29 - 1:59（火曜深夜） | 日本テレビ  | 関東広域圏 | 製作参加 / 『AnichU』枠              |
|                         | 水曜 1:30 - 2:00（火曜深夜） | テレビ愛知  | 愛知県     |                                      |
|                         |                              | KBS京都     | 京都府     |                                      |
|                         |                              | サンテレビ  | 兵庫県     |                                      |
| 2023年4月13日 - 6月29日 | 木曜 0:30 - 1:00（水曜深夜） | BS日テレ    | 日本全域   | BS放送 / 『アニメにむちゅ～』枠      |
| 2023年4月15日 - 7月1日  | 土曜 6:30 - 7:00             | TVQ九州放送 | 福岡県     |                                      |
| 2023年6月9日 -          | 金曜 20:00 - 20:30           | AT-X        | 日本全域   | CS放送 / 字幕放送 / リピート放送あり |

| 配信開始日    | 配信時間                  | 配信サイト |
| ------------- | ------------------------- | --- |
| 2023年4月12日 | 水曜 2:00（火曜深夜）更新 | DMM TV |
| 2023年4月15日 | 土曜 1:30（金曜深夜）更新 | アニメ放題 ABEMA Hulu U-NEXT |
| 2023年4月18日 | 火曜 1:30（月曜深夜）更新 | アニメタイムズ AnimeFesta Google Play ツイキャス dアニメストア ニコニコチャンネル HAPPY!動画 YouTube dTV Lemino WOWOWオンデマンド |
| 2023年4月19日 | 水曜 0:00（火曜深夜）更新 | auスマートパスプレミアム J:COMオンデマンドメガパック TELASA バンダイチャンネル milplus                                            |

## BD
| 巻 | 発売日       | 収録話         | 規格品番  |
| -- | ------------ | -------------- | --------- |
| 1  | 2023年7月5日 | 第1話 - 第4話  | BIXA-1401 |
| 2  | 2023年8月2日 | 第5話 - 第8話  | BIXA-1402 |
| 3  | 2023年9月6日 | 第9話 - 第12話 | BIXA-1403 |